# Afghanistan Compact
Der Afghanistan Compact (auch Afghanistan-Vertrag oder Afghanistan-Pakt genannt) wurde als Abschlussdokument der Londoner Afghanistan-Konferenz im Januar 2006 veröffentlicht. Er war das Ergebnis von Konsultationen der Regierung von Afghanistan mit den Vereinten Nationen und der internationalen Gemeinschaft und stellte den Rahmen für die weitere internationale Zusammenarbeit in den kommenden fünf Jahren mit dem Staat am Hindukusch dar. Der Afghanistan Compact war eine politische Verpflichtung der Beteiligten und kein einklagbarer Vertrag. Er lief Anfang Februar 2011 aus und wird durch den Kabul-Prozess fortgeführt, der auf der internationalen Afghanistan-Konferenz in Kabul im Juli 2010 beschlossen wurde.

## Entstehung
Vom 31. Januar bis 1. Februar 2006 fand in London eine Afghanistan-Konferenz statt, an der 66 Staaten und 15 internationale Organisationen teilnahmen. Den Vorsitz führten der britische Premierminister Tony Blair, der afghanische Präsident Hamid Karzai und UN-Generalsekretär Kofi Annan. Die afghanische Regierung gab einen Überblick über die bisherige Entwicklung in ihrem Land und ihre Strategien, Prioritäten und ihre Pläne zur wirtschaftlichen und politischen Weiterentwicklung des Staates in den folgenden fünf Jahren. Zum Abschluss der Konferenz verabschiedeten die Delegierten den „Afghanistan Compact“, eine politische Vereinbarung zwischen der internationalen Gemeinschaft und der afghanischen Regierung.
Das Übereinkommen bestätigt die Verpflichtung sowohl der afghanischen Regierung wie der internationalen Gemeinschaft zur Schaffung von Bedingungen zusammenzuarbeiten, die es dem afghanischen Volk ermöglichen, in Frieden und Sicherheit unter einer Rechtsordnung zu leben, die den Schutz einer starken Regierungsgewalt und der Menschenrechte für alle bietet, und ein erfreuliches ökonomisches und soziales Gedeihen im Lande unterstützt.
Der Vertrag folgte auf den formalen Abschluss des so genannten Petersberg-Prozesses, der mit der Durchführung der Wahlen für das Parlament und in den Provinzen im Jahr 2005 sein Ziel erreicht hatte. Die erste Stufe des Wiederaufbauplans war durch das Petersberger Abkommen im Jahr 2001 in Gang gekommen.
Auf dem Dokument basierte die nächste Stufe des Wiederaufbaus in der islamischen Republik Afghanistan nach dem Sturz des Taliban-Regimes. Er sollte stärker durch die Institutionen im Lande selbst erfolgen. Die Geberländer und -institutionen sagten zu, diesen Entwicklungsprozess mit Fördergeldern von insgesamt 10,5 Milliarden US-Dollar zu begleiten.

## Einzelmaßnahmen (Auswahl)

### Ziel: Höhere Sicherheit
- Eine professionell agierende und in ihrer Zusammensetzung ethnisch ausgeglichene Afghanische Nationalarmee mit bis zu 70.000 Soldaten sollte bis 2010 geschaffen und voll funktionsfähig sein. Im März 2010 hatte die ANA eine Stärke von 150.000 Mann, schwundbedingt kann aber nur von einem Anstieg von 70.000 gesprochen werden.[3]
- Die schon im Aufbau befindliche Afghanische Nationalpolizei sollte für zuverlässige Sicherheit im Land und an den Grenzen sorgen.
- Angestrebter Abbau der existierenden Minenfelder um 70 Prozent (auch im Zuge der 2002 erfolgten Unterzeichnung der Ottawa-Konvention, durch die Afghanistan bis 2013 minenfrei sein soll). Im September 2011 war dieses Ziel flächenmäßig zu 52 % erreicht.[4]
- Die geplante Entwaffnung aller illegalen Milizen spätestens bis zum Jahr 2007 wurde nicht erreicht. Inzwischen werden Milizen stattdessen als lokale Polizeikräfte eingesetzt.[5]

### Ziel: Drogenbekämpfung
Die afghanische Regierung wollte ihre Maßnahmen in der Drogenproblematik verstärken. Ziel war ein vollständiges Ende des Anbaus von Schlafmohn in Afghanistan. Die Versorgung mit Rohopium von dort sollte unterbunden werden, um Heroinherstellung und -handel zu erschweren. Doch auch im Jahr 2009 stammten zwei Drittel der Weltproduktion aus Afghanistan.

### Ziel: Effizientere Exekutive
- Der Regierungsapparat wird verschlankt, um eine finanziell günstige und rationell arbeitende öffentliche Verwaltung zu haben.
- Ein „Nationaler Plan für Frauen in Afghanistan“ gibt ihnen Chancen, dass sie künftig mehr als bisher in Regierung und öffentlichen Dienst aufgenommen werden.

### Ziel: Wirtschaftliches und soziales Gedeihen
- Die staatlichen Einnahmen sollten bis 2010 auf etwa acht Prozent des Bruttoinlandsproduktes fast verdoppelt werden. Im Jahr 2011 lagen sie zwischen sieben und neun Prozent.[7]
- 65 Prozent der Haushalte in Großstadtregionen und 25 Prozent auf dem Lande sollen mit Strom versorgt sein.
- 50 Prozent der Haushalte in der Hauptstadt Kabul und 30 Prozent der Haushalte in anderen Großstädten sollen sich mit Leitungswasser versorgen können.
- Mindestens 60 Prozent der Mädchen und mindestens 75 Prozent der Jungen sollten in Schulen aufgenommen werden. Im Mai 2010 betrug die Einschulungsrate bei Mädchen 27, bei Jungen 45 Prozent.[8]
- Mindestens 90 Prozent der Bevölkerung sollen in den Genuss der Grundversorgung im Gesundheitswesen kommen.
- Der Anteil von Menschen mit einem Tageseinkommen von unter 1 US-Dollar soll sich in jedem Jahr um drei Prozent verringern.
- Die Zahl der Hungernden soll in der Planperiode jährlich um fünf Prozent abgebaut werden.

### Überwachung
Ein „Gemeinsames Koordinierungs- und Kontrollgremium“, von einem afghanischen und einem UN-Beauftragten gemeinsam geleitet, kümmert sich um Einhaltung und Überprüfung der Realisierungsschritte dieses Fünfjahresplans.